# Есман, Кшиштоф
Кшиштоф Есман (умер в 1687) — государственный и военный деятель Великого княжества Литовского, каштелян новогрудский (1672—1677), воевода смоленский (1677—1687), губернатор Вильно в 1665 году, хорунжий слонимский, оберстер литовских войск иностранного авторамента.

## Биография
Представитель литовского шляхетского рода Есманов герба «Корчак». В 1649—1655 году под командованием великого литовского гетмана Януша Радзивилла Кшиштоф Есман участвовал в военных действиях против восставших украинских казаков и русских.
29 декабря 1655 года Кшиштоф Есман стал членом Тышовецкой конфедерации, созданной польскими магнатами и шляхтой для борьбы против шведских оккупантов. В 1657 году он был назначен комендантом Бирж и руководил обороной крепости от шведского нападения.
В 1661 году Кшиштоф Есман был назначен генерал-лейтенантом войск иностранного авторамента. В 1663 году он был арестован по обвинению в участии убийства гетмана польного литовского Винцента Корвина-Гонсевского и Казимира Жеромского.
В 1668 году Кшиштоф Есман был избран послом (депутатом) на сейм. В 1674 году в качестве депутата сейма от Новогрудского воеводства он участвовал в элекции (избрании на престол) Яна III Собеского.